# Operabase
Operabase é uma base de dados eletrônica de interpretações, teatros e companhias de ópera, bem como dos intérpretes e seus agentes. Fundada como operabase.com, foi criada em 1996 pelo engenheiro de suporte lógico britânico Mike Gibb. O sítio começou como um passatempo e tornou-se uma ocupação em tempo integral em 1999. A revista Opera descreveu o sítio Operabase como "a mais completa fonte de dados sobre a atividade operística".

## Sítio público
Durante o seu décimo aniversário, o sítio recebeu "cerca de 10 mil visitantes por dia na área pública, que pesquisaram cerca de quatro milhões de páginas ao mês. Destes, menos da metade utilizaram a versão em inglês, os 17% utilizaram em alemão, 12% em italiano, 10% em francês e 9% em espanhol." No outono de 2006, a revista britânica Opera Now reportou que a "Operabase assumiu a tarefa hercúlea de tornar [o sítio] disponível para todos os cidadãos da União Europeia na sua própria língua - e não apenas as 21 (em janeiro de 2007) línguas oficiais da União Europeia, mas também o catalão, o islandês e o norueguês."

## Secção profissional
Sete anos após o lançamento do sítio público, foi criado um sítio para profissionais. Três anos depois, cerca de "duzentos teatros de ópera de Met à La Scala" tornaram-se membros.
A base de dados é operada atualmente por Mike Gibb e Muriel Denzler, que fornece os serviços aos profissionais da ópera por uma taxa, embora o sítio possa ser consultado por qualquer utilizador, sem nenhum custo.
Conforme mencionado por Mike Gibb e Muriel Denzler num artigo no sítio da Opera Europa (a organização do serviço da ópera europeia, análoga às que existem nos Estados Unidos e Canadá, Opera America e Opera.ca) que fornecem serviços especializados aos profissionais da ópera, incluindo no sítio "ferramentas de seleção de intérpretes, discos de artistas, detalhes de gestão e informações de produções". Mas eles enfatizam que "o sítio foi originalmente criado para o público em geral, que ainda proporcionam 96% dos seus utilizadores".

## Estatísticas
No outono de 2010, a Operabase produziu um conjunto de estatísticas para a mundo da ópera, para assinalar as 250 000 interpretações em ficheiros. Estas estatísticas foram apresentadas na terceira edição do Fórum Europeu da Ópera (em inglês:  European Opera Forum), organizada pela Opera Europa em março de 2011 em Londres. No outono de 2013, as estatísticas foram atualizadas para mostrar os dados referentes a temporada de 2012/13.
As classificações das óperas mais executadas na Operabase formaram a base de um conjunto de questões musicais numa edição do programa da BBC, University Challenge, transmitido em julho de 2014. Os concorrentes foram convidados a identificar três óperas da lista da Operabase, a partir dos clipes sonoros de Maria Callas.

### Compositores mais tocados
Os compositores mais populares da temporada de 2014/15 foram:
1. Giuseppe Verdi, com 3 081 interpretações de 28 óperas
2. Giacomo Puccini, com 2 106 interpretações de 13 óperas
3. Wolfgang Amadeus Mozart, com 1 976 interpretações de 27 óperas
4. Richard Wagner com 1 118 interpretações de 18 óperas
5. Gioachino Rossini com 977 interpretações de 39 óperas

Enquanto os compositores vivos mais tocados foram: Philip Glass (68 interpretações de 18 óperas), John Adams (29 interpretações de 7 óperas), Jake Heggie (29 interpretações de 7 óperas), Peter Lund (24 interpretações de 2 óperas) e Peter Maxwell Davies (21 interpretações de 6 óperas).

### Óperas mais populares
As óperas mais populares da temporada de 2014/15 foram:
1. La traviata (1853, Verdi) com 704 interpretações
2. Carmen (1875, Bizet) com 551 interpretações
3. La Bohème (1896, Puccini) com 523 interpretações
4. Tosca (1900, Puccini) com 507 interpretações
5. Madama Butterfly (1904, Puccini) com 485 interpretações

### Cidades mais operísticas
As cidades com os maiores números de espetáculos de ópera na temporada de 2014/15 foram:
1. Moscovo com 586 interpretações
2. Viena com 512 interpretações
3. Berlim com 498 interpretações
4. São Petersburgo com 494 interpretações
5. Londres com 490 interpretações